# Butterfly (film, 2004)
Pour les articles homonymes, voir Butterfly.
 (avril 2017).
Si vous disposez d'ouvrages ou d'articles de référence ou si vous connaissez des sites web de qualité traitant du thème abordé ici, merci de compléter l'article en donnant les références utiles à sa vérifiabilité et en les liant à la section « Notes et références ».
Pour plus de détails, voir Fiche technique et Distribution.
Butterfly (Hu die) est un film hongkongais réalisé par Mak Yan Yan, sorti en 2004.

## Synopsis
Flavia a la trentaine, travaille à Hong Kong comme institutrice, et vit avec son mari et leur enfant. Tout semble aller pour le mieux, mais les apparences sont trompeuses, car Flavia n'a jamais oublié Jin, sa première amante. Elle rencontrera bientôt Xiao Ye, une jeune chanteuse qui va ouvertement lui faire des avances. Tout ce que Flavia s'était jusqu'à présent efforcée d'oublier, va alors subitement revenir lui parler...

## Fiche technique
- Titre : Butterfly
- Titre original : Hu die (蝴蝶)
- Réalisation : Mak Yan Yan
- Scénario : Chen Xue et Mak Yan Yan
- Production : Jacqueline Liu et Mak Yan Yan
- Photographie : Charlie Lam
- Montage : Eric Lau et Stanley Tam
- Décors : Second Chan
- Pays d'origine : Hong Kong
- Format : Couleurs - 1,85:1 - Dolby Digital - 35 mm
- Genre : Drame
- Durée : 124 minutes
- Dates de sortie : 4 septembre 2004 (Mostra de Venise), 2 décembre 2004 (Hong Kong)

## Distribution
- Josie Ho : Flavia
- Isabel Chan : Flavia étant jeune
- Tian Yuan : Xiao Ye
- Stephanie Che : Jin
- Joman Chiang : Jin étant jeune
- Eric Kot : Ming, le mari de Flavia
- Carl Ng : Carl, l'homme du bar de Macao
- Poon Yuen-Leung : l'homme du café
- Kenneth Tsang : le père de Flavia
- Pauline Yam : Rosa

## Autour du film
- Le film fut projeté dans plusieurs festivals français, tels que le Festival international du film de femmes de Créteil en mars 2005 ou le Festival du film gay et lesbien de Paris en octobre 2005.
- Premier film de la jeune actrice Tian Yuan, cette dernière a également publié plusieurs nouvelles et fait partie du groupe Hopscotch en tant que chanteuse, dont on retrouve plusieurs titres sur la bande originale du film.

## Bande originale
- Now There’s That Fear Again, interprété par Múm
- Sleep, Swim, interprété par Múm
- Green Grass of Tunnel, interprété par Múm
- Weeping Rock, Rock, interprété par Múm
- A Wishful Way, interprété par Hopscotch
- She, interprété par Hopscotch
- The Best is Yet to Come, interprété par at17

## Récompenses
- Nomination au prix de la meilleure actrice débutante (Tian Yuan) et meilleur scénario adapté, lors du Golden Horse Film Festival 2004.
- Prix de la meilleure actrice débutante pour Tian Yuan, lors des Hong Kong Film Awards 2005.